# Elena von Spanien

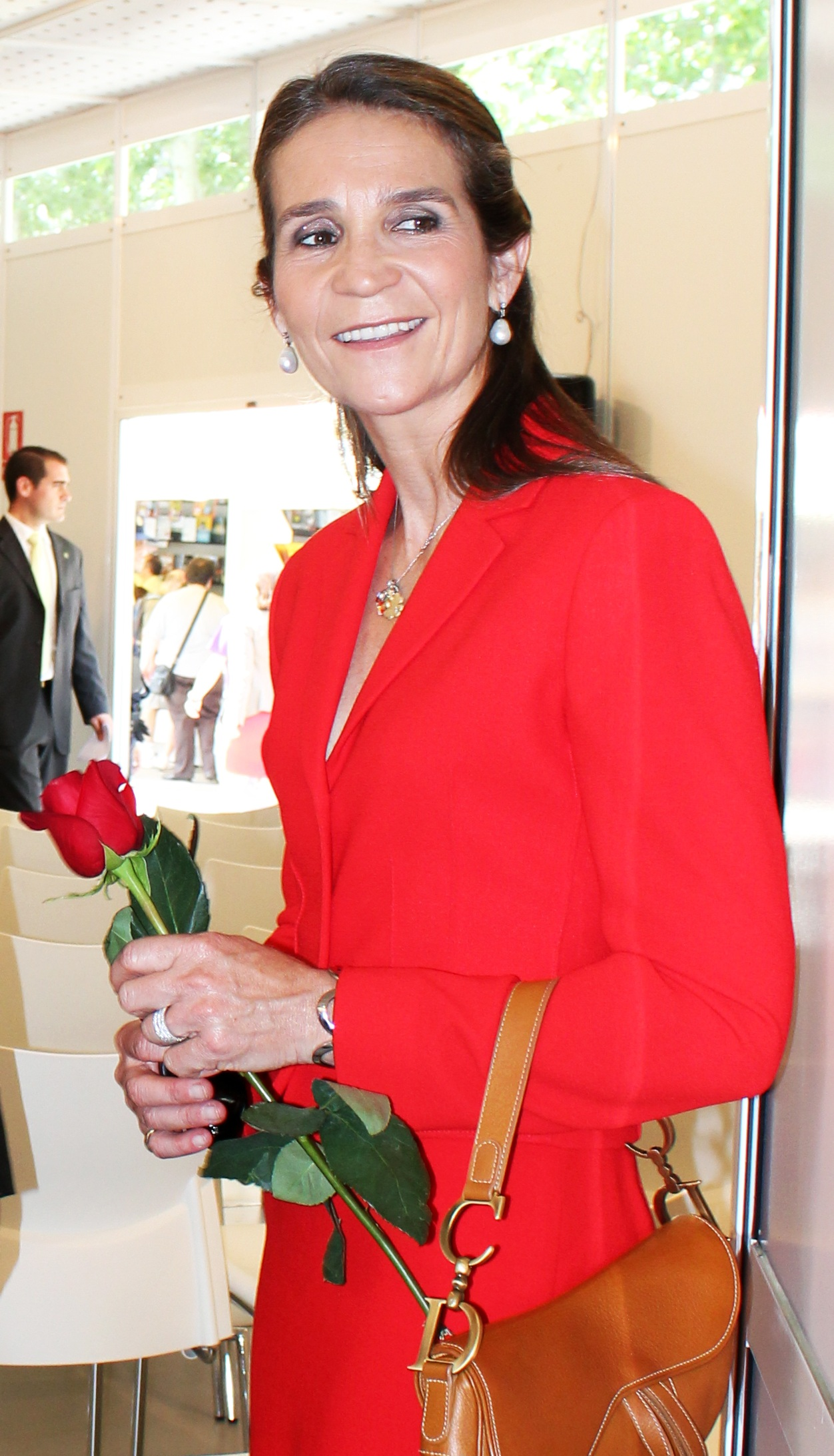
Elena von Spanien (2011)

Elena Maria Isabel Dominica de Silos de Borbón y Grecia, Infantin von Spanien, Herzogin von Lugo (* 20. Dezember 1963 in Madrid), ist die älteste Tochter des früheren Königs Juan Carlos I. von Spanien und Sophia von Griechenlands.

## Leben

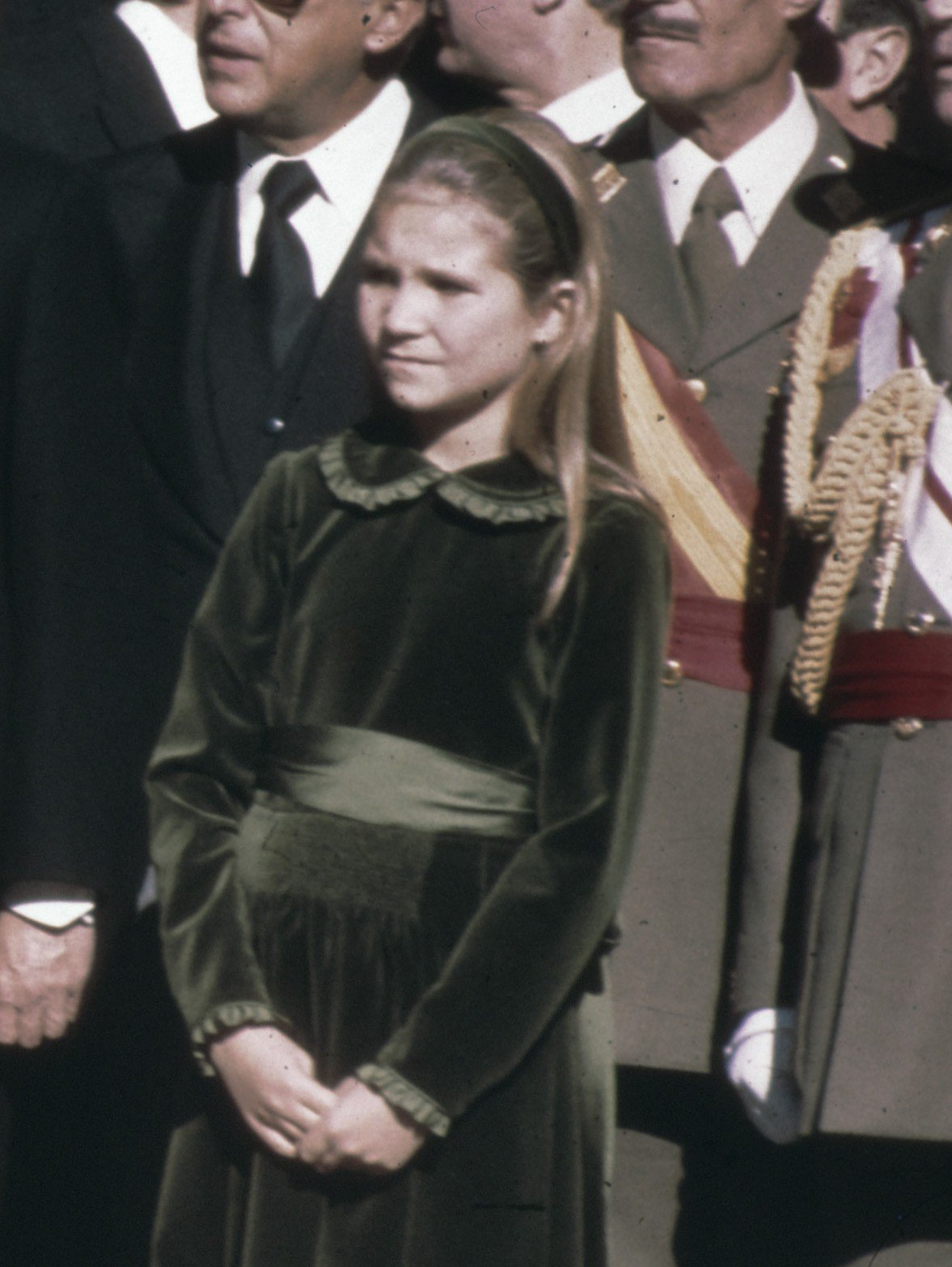
Elena von Spanien als Kind (1975)

### Kindheit und Ausbildung
Elena hat zwei jüngere Geschwister, Infantin Cristina von Spanien und König Felipe VI. Sie wurde im Palacio de la Zarzuela getauft. Ihre Paten waren ihre Großmutter, María de las Mercedes de Borbón y Orleans, und Alfonso de Orleans y Borbón.
Ihre höhere Schulausbildung erhielt sie an der Santa Maria del Camino-Schule. Im Anschluss an ihren Schulabschluss absolvierte sie eine Ausbildung zur Grundschullehrerin mit dem Schwerpunkt auf englischer Sprache an der Hochschule ESCUNI, die sie 1986 abschloss. Im folgenden Jahr arbeitete sie als Englischlehrerin an der Santa Maria del Camino Schule.
Von 1987 bis 1990 studierte sie Soziologie und Erziehungswissenschaften an der University of Exeter in England. 1993 machte sie ihren Studienabschluss in Erziehungswissenschaften an der Universität Comillas in Madrid.

### Ehe und Kinder

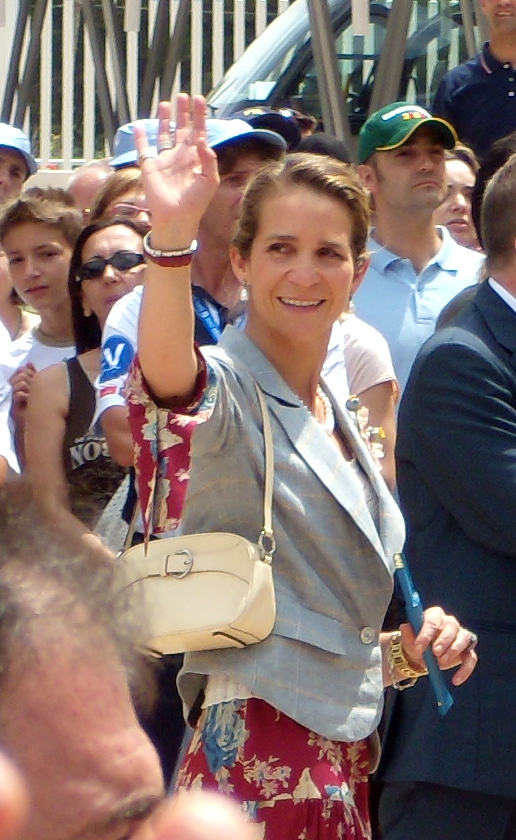
Elena von Spanien (2008)

Elena heiratete am 18. März 1995 in der Kathedrale von Sevilla den Sohn des Grafen von Ripalda, Jaime de Marichalar y Sáenz de Tejada. Anlässlich der Hochzeit verlieh Juan Carlos ihr den Titel der Herzogin von Lugo.
Das Paar hat zwei Kinder:
- Felipe Juan Froilán de Todos los Santos de Marichalar y de Borbón (* 17. Juli 1998 in Madrid)
- Victoria Federica de Todos los Santos de Marichalar y de Borbón (* 9. September 2000 in Madrid).

2003 erlitt die Infantin eine Fehlgeburt.
Von der britischen Thronfolge ist sie wie das gesamte spanische Königshaus ausgeschlossen, da sie katholisch ist.
Am 13. November 2007 wurde die Trennung des Ehepaares durch spanische Zeitungen bekannt gegeben. Die Scheidung wurde zwei Jahre später, am 14. November 2009, angekündigt und erfolgte am 21. Januar 2010. Nach Presseberichten wird auch eine kirchliche Annullierung der Ehe angestrebt.

## Aufgaben und Interessen
Die Infantin übernimmt seit Jahrzehnten repräsentative Aufgaben als Mitglied der Königsfamilie. So unternahm sie viele Staatsbesuche innerhalb Europas, aber auch nach Japan, Argentinien oder auf die Philippinen.
Elena unterstützt eine Reihe von Projekten mit dem Schwerpunkt auf Bildung und Kultur. Ihr besonderes Interesse gilt den Paralympics. Daher war sie bei den Paralympics in Barcelona, Atlanta und Sydney anwesend, um die spanischen Teilnehmer zu unterstützen.
Die Infantin reitet gern und fährt Ski.

## Ehrungen
- 1985: Großkreuz des Falkenordens
- 1985: Großkreuz des Ordens von Oranien-Nassau
- 1988: Großkreuz des portugiesischen Christusordens
- 1994: Großkreuz des Ordens der Edlen Krone
- 1995: Großkreuz des Sankt-Olav-Ordens
- 1996: Großkreuz des Ordens des Infanten Dom Henrique
- 1996: Großkreuz des Verdienstordens der Italienischen Republik
- 1997: Großes Goldenes Ehrenzeichen am Bande für Verdienste um die Republik Österreich[5]
- 1999: Großkreuz des Sterns von Jordanien
- 2001: Großkreuz des chilenischen Verdienstordens
- 2001: Großkreuz des Militär- und Zivildienst-Ordens Adolphs von Nassau
- Orden de Isabel la Católica
- Orden Karls III.
- Großkreuz des Leopoldsordens
- Großkreuz des Ordens der Ehre
- Großkreuz des Ordens vom Quetzal